# NGC 4634
NGC 4634 ist eine Balken-Spiralgalaxie mit ausgedehnten Sternentstehungsgebieten vom Hubble-Typ SBc im Sternbild der Haar der Berenike am Nordsternhimmel. Sie ist schätzungsweise 4 Millionen Lichtjahre von der Milchstraße entfernt und hat einen Durchmesser von etwa 50.000 Lichtjahren. Die Entfernungsmessungen basierend auf den Radialgeschwindigkeiten stimmen nicht mit den rotverschiebungsunabhängigen Entfernungsschätzungen von 66 Millionen Lichtjahren überein. Die Galaxie bildet mit NGC 4633 das gravitativ gebundenes Paar Holm 445 und wird unter der Katalognummer VVC 1932 als Teil des Virgo-Galaxienhaufens gelistet.

Im selben Himmelsareal befinden sich u. a. die Galaxien NGC 4611, IC 3637, IC 3658, IC 3735.
Das Objekt wurde am  von dem Astronomen William Herschel 1787 mit seinem 18,7-Zoll-Reflektor entdeckt.